# Fellaoucene
Fellaoucene est une commune de la wilaya de Tlemcen en Algérie.

## Géographie

### Situation
Le territoire de la commune de Fellaoucene est situé au nord de la wilaya de Tlemcen. Son chef-lieu, Mehrez, est situé à environ 31 km à vol d'oiseau au nord-ouest de Tlemcen.
| Aïn Kebira | Beni Ouarsous | Beni Ouarsous |
| Aïn Fetah  | Fellaoucene   | Zenata        |
| Aïn Fetah  | Ouled Riyah   | Ouled Riyah   |

### Relief et hydrologie
La commune de Fellaoucene est située dans le massif des Trara.

### Localités de la commune
En 1984, la commune de Fellaoucene est constituée des localités suivantes :
- Fellaoucene
- Mehrez (chef-lieu)
- Zaïlou
- Douar
- Poste chaïd msedhak abdelkrim
- Mouffok Tayeb
- Metaria
- Tafna
- Ouled Hasna
- Damous

## Toponymie
Le nom signifie « au-dessus des villages » : du tamazight fella sur / au-dessus de, et oussène ⴰⵙⵓⵏ villages.

## Histoire
Pendant la guerre d'Algérie, l'armée française avait créé un camp dans une ferme isolée pour y installer les populations déplacées, afin d'empêcher qu'elles ne prêtent assistance aux maquisards algériens du FLN (Fellaga). À l'indépendance de l'Algérie, le camp s'est développé et donna naissance à une agglomération urbaine.[réf. souhaitée]